# Кабади
Кабади је најстарија и најпопуларнија тимска игра у Азији, која укључује елементе рвања и таговања. Игра потиче из Индије, а прва утакмица на међународном нивоу одржана је у Даки 1985. године. Године 1990. кабади међу мушким екипама је уврштен у програм Азијских игара у Пекингу и од тада је кабади редовна спортска дисциплина на Азијским играма. Прво женско такмичење кабадија одржано је на Међународном такмичењу у Гуангџоу 2010. године; На Азијским играма су 2010. године почела да се одржавају и такмичења међу женским екипама.

## Правила игре
Према правилима игре, две екипе, свака са по 12 играча (7 играча на терену и 5 играча у резерви), заузимају две супротне стране терена за игру димензија 12,5 м к 10 м, подељеног у средини линијом . Утакмица почиње тако што једна екипа на линију поделе шаље „нападача“, који у одговарајућем тренутку трчи на територију друге екипе (друге половине терена). Док је тамо, он непрестано виче: „Кабади! Кабадди! Али он може остати на непријатељској територији само онолико колико може да вришти без даха. Његов задатак - док виче - је да руком или ногом додирне непријатељског играча (једног или више њих) и побегне на своју територију (део терена). Ако треба да дође до даха, мора да трчи, пошто екипа у којој се налази има право да га ухвати. Моћи ће да се ослободи ако буде могао да испружи руку или ногу преко линије раздвајања. Противнички тим мора да га натера да уради једну од две ствари: или додирне тло или удахне. Након што се нападач успешно врати, играч друге екипе коју је додирнуо елиминише се из игре. Ако је нападач заробљен, један од чланова тима који се брани постаје нападач. Игра се наставља све док један од тимова не изгуби све своје учеснике.

## Светско кабади првенство
Прво светско првенство у кабадију одржано је 2004. године, а затим следе 2007, 2010. и 2011. године. Индијски тим је освојио сва четири турнира. Ирански тим је два пута заузео друго место (2004. и 2007. године), док су пакистански и канадски тимови освојили сребрне медаље 2010. и 2011. године.

### Резултати Светског првенства:
| Год  | 1 место | 2 место  | 3 место          |
| 2011 | Индија  | Канада   | Пакистан         |
| 2010 | Индија  | Пакистан | Канада           |
| 2007 | Индија  | Иран     | Бангладеш Јапан  |
| 2004 | Индија  | Иран     | Бангладеш Канада |

### Учесници
| Страна           | 2004 | 2007 | 2010 | 2011 |
| ---------------- | ---- | ---- | ---- | ---- |
| Аустралија       |      |      | 7    | 13   |
| Аргентина        |      |      |      | 9    |
| Афганистан       |      | 13   |      | 9    |
| Бангладеш        | 3    | 3    |      |      |
| Велика Британија | 5    | 13   | 5    | 5    |
| Западна Индија   | 10   | 13   |      |      |
| Немачка          | 10   |      |      | 7    |
| Индија           | 1    | 1    | 1    | 1    |
| Иран             | 2    | 2    | 9    |      |
| Шпанија          |      |      | 7    | 7    |
| Италија          |      | 9    | 4    | 4    |
| Канада           | 3    |      | 3    | 2    |
| Киргизија        |      | 13   |      |      |
| Малезија         | 10   | 5    |      |      |
| Непал            | 7    | 5    |      | 11   |
| Норвешка         |      |      |      | 5    |
| Пакистан         |      | 9    | 2    | 3    |
| САД              |      |      | 5    | 13   |
| Тајланд          | 7    | 5    |      |      |
| Туркменистан     |      | 9    |      |      |
| Шри Ланка        |      | 5    |      | 11   |
| Јужна Кореја     | 7    | 9    |      |      |
| Јапан            | 5    | 3    |      |      |